# Nepaletricha furcata
Nepaletricha furcata är en tvåvingeart som beskrevs av Heikki Hippa 2009. Nepaletricha furcata ingår i släktet Nepaletricha och familjen Rangomaramidae.
Artens utbredningsområde är Thailand. Inga underarter finns listade i Catalogue of Life.